# Pietro Battara
Pietro Battara (Torino, 21 luglio 1936) è un allenatore di calcio ed ex calciatore italiano, di ruolo portiere.

## Carriera
Prelevato nell'estate 1957 dal Lanerossi Vicenza, dopo due annate trascorse come rincalzo di Franco Luison prima e di Alessandro Bazzoni poi (11 presenze in due stagioni), diviene titolare nella stagione 1959-60, per poi essere nuovamente soppiantato da Bazzoni l'annata successiva (12 presenze).
Nell'estate 1961 passa quindi alla Sampdoria ma anche a Genova le prime 4 stagioni sono piuttosto altalenanti, e Battara si alterna come estremo difensore con Franco Sattolo. Solo a partire dalla stagione 1966-67, la prima disputata dei blucerchiati fra i cadetti, con l'avvento sulla panchina doriana di Fulvio Bernardini Battara trova il posto da titolare fisso, che manterrà per altre 5 stagioni in Serie A. Il 7 febbraio 1971, nel pareggio esterno contro il Napoli per 0-0, rimase in campo pur essendosi incrinato un pollice al 17º minuto, offrendo una prestazione che fu definita da Alberto Marchesi, cronista del Corriere dello Sport, «una di quelle sue fantastiche giornate in cui è più grande di Zoff e di Albertosi».
Nel 1972, ritenuto ormai anziano, viene scaricato dalla Samp a vantaggio dell'emergente Massimo Cacciatori, e passa al Bologna dove disputa una buona stagione da titolare (1972-1973) e la successiva da riserva di Sergio Buso, nella quale conquista la Coppa Italia, unico trofeo della propria carriera.
In carriera ha totalizzato complessivamente 259 presenze in Serie A e 38 presenze in Serie B. Le 190 partite disputate con la Sampdoria in massima serie lo hanno reso per molti anni il portiere blucerchiato con più apparizioni in Serie A, record successivamente battuto da Gianluca Pagliuca.
Cessata l'attività agonistica, ha intrapreso quella di preparatore dei portieri, ruolo che ha ricoperto nella Sampdoria anche nell'annata 1990-91, in cui i liguri si aggiudicano lo scudetto.

## Palmarès

### Club

#### Competizioni nazionali
- Coppa Italia: 1

Bologna: 1973-1974
- Serie B: 1

Sampdoria: 1966-1967